# Жимсько
Жимсько (пол. Rzymsko) — село в Польщі, у гміні Добра Турецького повіту Великопольського воєводства.
Населення — 148 осіб (2011).
У 1975—1998 роках село належало до Конінського воєводства.

## Демографія
Демографічна структура станом на 31 березня 2011 року:
|          | Загалом | Допрацездатний вік | Працездатний вік | Постпрацездатний вік |
| -------- | ------- | ------------------ | ---------------- | -------------------- |
| Чоловіки | 72      | 16                 | 46               | 10                   |
| Жінки    | 76      | 17                 | 43               | 16                   |
| Разом    | 148     | 33                 | 89               | 26                   |